# Cambridge Circus
Pour les articles homonymes, voir Cambridge Circus (économie).
Cambridge Circus est une intersection routière (anciennement un rond-point) de Londres.

## Situation et accès
Cette intersection est située au croisement de Shaftesbury Avenue et de Charing Cross Road. Le Palace Theatre se trouve sur le côté occidental de ce croisement.
La station de métro la plus proche est Covent Garden, desservie par la ligne  Piccadilly.

## Origine du nom

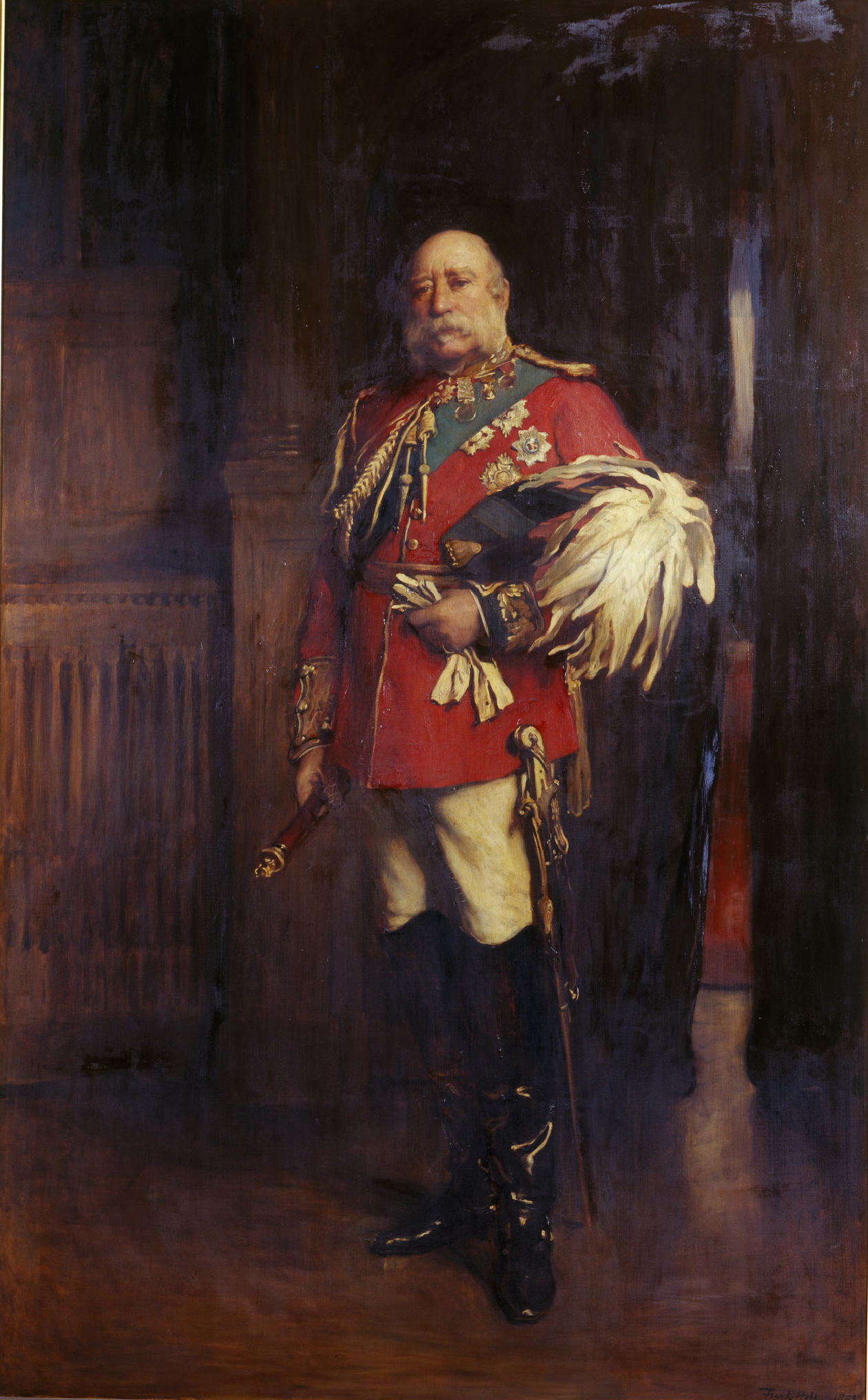
George de Cambridge.

Le carrefour évoque la mémoire de George de Cambridge (1819-1904), cousin de la reine Victoria, qui est à l’origine de l’ouverture de Charing Cross Road en 1887.

## Cambridge Circus dans les romans
Dans quelques romans d'espionnage de John le Carré, notamment La Taupe, Cambridge Circus est supposé abriter le siège des services de renseignements extérieurs britanniques ou MI6. C'est pourquoi les personnages font souvent allusion au « Cirque » pour désigner le siège ou, par extension, les services secrets britanniques : « C'est ça le trésor, dit Control. Ce que Stevcek veut nous vendre en réalité, c'est le nom de la taupe du centre de Moscou infiltrée au Cirque ».

## Cambridge Circus dans les films
Cambridge Circus est cité dans les films suivants :
- Hold-up à Londres (Colonel Hyde contre Scotland Yard[réf. nécessaire]) (The League of Gentlemen), film britannique de 1960.
- Tinker, Tailor, Soldier, Spy (en), série télévisée britannique de 1979 qui est une adaptation du roman La Taupe de John le Carré.
- Slumdog Millionaire, film britannique de 2008. Une des questions posées au candidat porte sur cette intersection.